# N'oubliez pas
N'oubliez pas (dal francese: non dimenticate) è un singolo della cantante francese Lisa Angell pubblicato nel 2015 da Sony Music France.
È stato scritto in lingua francese da Robert Goldman e Laure Izon ed è stato composto da Michel Illouz e Goldman stesso.
Il brano ha rappresentato la Francia all'Eurovision Song Contest 2015, classificandosi al 25º posto nella finale dell'evento.

## Composizione e pubblicazione
Il brano è stato scritto da Robert Goldman (con lo pseudonimo di M. Albert) e Laure Izon con l'obiettivo di rievocare, con una chanson, la prima guerra mondiale. Successivamente la cantante affermò che il testo è applicabile a qualsiasi conflitto.
È stato composto intorno al giorno dell'armistizio, che celebra la firma dell'armistizio di Compiègne (11 novembre 1918), nel quale l'Impero tedesco si arrese alle potenze alleate e pose fine al primo conflitto mondiale.
La prima esibizione risale al novembre 2014 durante un concerto per la commemorazione del centenario della prima guerra mondiale.

## Partecipazione all'Eurovision Song Contest
Il 13 marzo 2015 la direttrice dell'intrattenimento di France 2, Nathalie André, confermò che N'oubliez pas era stata selezionata per rappresentare la Francia all'Eurovision Song Contest 2015, ospitato dalla capitale austriaca di Vienna.
Esibitasi direttamente in finale al 2º posto, la canzone si è classificata 25ª con 4 punti, sfiorando il peggior piazzamento della nazione al concorso canoro.

## Classifiche
| Classifica (2015) | Posizione massima |
| ----------------- | ----------------- |
| Francia           | 74                |